# Skin (film 1995)
Skin è un film cortometraggio del 1995 diretto da Vincent O'Connell, scritto da Sarah Kane e interpretato da Ewen Bremner  e Marcia Rose. Il film venne presentato al London Film Festival del 1995, mentre l'anno successivo il regista ricevette una candidatura all'Orso d'oro per il miglior cortometraggio durante il Festival di Berlino.
Oltre alla figura di Sarah Kane, drammaturga britannica dalla vita controversa, nel cast spicca il nome di Ewen Bremner che l'anno successivo interpreterà Daniel "Spud" Murphy nel film Trainspotting.
Il film parla di una donna di colore che sequestra e “distrugge”, attraverso un amore crudo e sottomesso, un violento aggressore razzista, con la redenzione finale di quest'ultimo. È il terzo cortometraggio di O'Connell da regista e nonostante abbia girato il mondo e vinto numerosi premi internazionali, con questo film ha suscitato non poche prevedibili urla di protesta, per via soprattutto delle continue immagini brutali e intrise di odio, violenza e razzismo.

## Trama
Periferia londinese. È mattina e il giovane naziskin inglese, Billy Boy, si trova nel suo appartamento, quando, dopo essersi alzato dal letto e direttosi verso la finestra, vede per la prima volta, dall'altro lato della strada, la dirimpettaia nera di nome Marcia, il cui appartamento è visibile dalla sua finestra. Dopo averla presa in giro con gesti di cattivo gusto, lei gli sorride e lui sembra essersene innamorato. Poco dopo, si tatua una svastica sulla mano sinistra e si prepara per incontrarsi in un locale con il suo gruppo di compagni (anche loro naziskin), con i quali si unisce durante un brutale attacco razzista a una festa di nozze nera a Brixton. In seguito, tornato a casa e dopo aver riportato diverse ferite, si ritrova di nuovo attratto da Marcia, che nuovamente gli sorride e gli fa cenno di salire da lei. Il giovane si cambia di corsa e si dirige frettolosamente verso l'appartamento della donna. Il ragazzo bussa alla porta e viene fatto entrare dalla coinquilina, Kath. Marcia lo invita a salire nella sua camera e incomincia ad approcciarsi a lui. I due si sfidano a braccio di ferro, ma alla fine è la donna ad avere la meglio. I due hanno un rapporto (nel quale, non a caso, la donna possiede il giovane, che al tempo stesso assume un ruolo quasi sottomesso), ma è proprio mentre sembra ancora esserci un briciolo di normalità, che la dinamica di potere tra i due incomincia a invertirsi del tutto e i ruoli cambiano repentinamente: in scene separate, lei schiaffeggia ripetutamente il suo viso mentre è legato al letto; gli dà da mangiare cibo per cani e, ancora, raschia via la svastica tatuata con la spazzola di ferro e strofina via altri suoi tatuaggi (incluso quello raffigurante la Bandiera del Regno Unito) con la candeggina. Infine, incide il proprio nome sulla sua schiena. Nonostante le suppliche di Bill, lei lo respinge. Bill decide, disperato, di tornare a casa e ormai disprezzante della sua stessa figura allo specchio, decide di tentare il suicidio con un mix di alcool e droghe. Nel frattempo Marcia trova conforto tra le braccia della sua coinquilina, Kath. Bill cade a terra per l'eccessiva dose di droghe assunte. Nel finale, però, viene salvato da Neville, un uomo di colore che vive nello suo stesso condominio.

## Personaggi
- Ewen Bremner è Billy, giovane naziskin dalla testa rasata e con il corpo ricoperto da tatuaggi che richiamano e inneggiano al nazismo. Ha atteggiamenti razzisti e si unisce al suo gruppo di neonazisti, lasciandosi immischiare in atti violenti e discriminatori ai danni di alcune persone di colore. Durante il film, vive una sorta di riconversione per opera della dirimpettaia nera di cui si è innamorato. Arriverà a tentare il suicidio in seguito all'esperienza allucinante e allo stato di completa sottomissione che aveva vissuto proprio con la stessa Marcia.
- Marcia Rose è Marcia, la donna nera di cui Billy si è innamorato. Subito dopo il primo rapporto consumato con lui nel suo appartamento, si dimostrerà presto essere una donna severa e pronta a sottometterlo. Porta il giovane skinhead a una discesa agli inferi, nella quale Billy vive il ruolo di schiavo, in un rapporto nel quale Marcia fa da padrona, in nome di una rieducazione durissima a base di torture fisiche.
- Yemi Ajibade è Neville, vicino di casa di Billy, che lo disprezza per il fatto che sia di colore. Nonostante sia apparentemente una figura marginale all'interno del film, nel finale gioca un ruolo determinante nel salvare la vita proprio a Billy.
- Agnieszka Liggett è Kath, la coinquilina di Marcia. È proprio tra le braccia di Kath che Marcia trova conforto dopo che Billy era scappato dal suo dominio.

## Produzione

### Sceneggiatura
Vincent O'Connell, regista del cortometraggio, aveva incontrato Sarah Kane nel 1988, quando aveva 17 anni, mentre recitava nella sua commedia in un gruppo teatrale locale a Basildon. "Era ovviamente eccezionale", afferma in un'intervista. Qualche mese dopo, lei abbandonò la scuola, decidendo di lavorare come assistente alla regia in una produzione al Soho Theatre, nel quartiere londinese di Soho. "Conosceva il teatro, capiva come funzionava. Era istintivo. Aveva la capacità di creare uno scricchiolio in una stanza. Aveva le stesse capacità di una persona. Divertente, empatica, di gran cuore. Era dotata di grande vitalità, più di chiunque altro io abbia conosciuto. Aveva un grande appetito per la vita... So che è un paradosso".
Fu proprio lei a scrivere la sceneggiatura del film, incominciata nell'estate del 1995, nonostante abbia avuto problemi all'inizio con la stesura: "Avevo appena finito di realizzare i miei primi due cortometraggi e Sarah stava avendo problemi a sviluppare questa sceneggiatura con un altro regista, che voleva portarla in una direzione diversa", afferma Vincent, che un giorno, però, a Brixton, seduti a un tavolo a bere una birra, si offrì di fargli da regista.. Durante l’autunno dello stesso anno, aveva già scritto la maggior parte della sceneggiatura del cortometraggio, realizzato per la televisione. Cronologicamente, corrisponde al secondo testo edito dalla drammaturga inglese, ma al contempo, è rimasta la sua unica realizzazione in ambito cinematografico, se si esclude il progetto per un film mai realizzato dal titolo Streetheart, sulla relazione tra una donna eterosessuale e una lesbica.

### Riprese
Il film è stato girato nel settembre del 1995 nei quartieri della periferia di Londra. Bremner e Rose, che non si erano mai incontrati prima di girare Skin, si sono innamorati durante le riprese del film e successivamente hanno avuto una figlia insieme, di nome Harmony Rose. La coppia è oggi separata ma ancora in buoni rapporti.

## Distribuzione
È stato proiettato per la prima volta al London Film Festival nell'ottobre del 1995 e in seguito è stato trasmesso per la prima volta in televisione su Channel 4 alle 23:35 del 17 giugno 1997.
Inizialmente, doveva essere trasmesso alle ore 21:40, ma questa scelta venne respinta dai dirigenti televisivi, preoccupati dai contenuti forti e dalle diverse immagini rappresentanti la violenza, l'odio e il razzismo all'interno del film. Secondo quanto riportato dal tabloid britannico Daily Mail, lo consideravano "uno dei programmi più violenti e offensivi dal punto di vista razziale mai realizzati per la televisione in questo paese".
In Italia è stato proiettato a Riccione durante la 15ª edizione del TTV Performing Arts on screen del 2000, nella sezione "Teatro".

## Riconoscimenti
- 1996 - Festival di Berlino
  - Candidatura all'Orso d'oro per il miglior cortometraggio a Vincent O'Connell
- 1996 - Chicago International Film Festival
  - Miglior cortometraggio a Vincent O'Connell
- 1996 - Festival del cinema di Stoccolma
  - Candidatura al miglior cortometraggio a Vincent O'Connell
- 1997 - International Film Festival Rotterdam
  - Candidatura al miglior cortometraggio a Vincent O'Connell
- 1997 - Tampere Film Festival
  - Miglior cortometraggio a Vincent O'Connell